# Lahaugmoens kapell
Lahaugmoens kapell (norska: Lahaugmoen kapell) är ett kapell från 1968 i Lillestrøms kommun i Akershus fylke i sydöstra Norge. Kapellet var mest verksamt som militärkapell, och lades ner 2002. Kyrkan hade 35 platser och var omgiven av en kyrkogård.